# Chrysaperda metallica
Chrysaperda metallica là một loài bọ cánh cứng trong họ Cerambycidae.